# Stari Delhi
Stari Delhi (imenovan Purani Dilli v hindijščini) je območje v okrožju Central Delhi v Delhiju v Indiji. Ustanovljeno je bilo kot obzidano mesto z imenom Šahdžahanabad leta 1648, ko se je Šah Džahan (tedanji mogulski cesar) odločil prenesti mogulsko prestolnico iz Agre. Gradnja mesta je bila končana leta 1648 in je ostalo glavno mesto Mogulske Indije do njenega padca leta 1857, ko je Britanski imperij prevzel glavno oblast na Indijski podcelini. Nekoč je bilo polno dvorcev plemičev in članov kraljevega dvora, skupaj z elegantnimi mošejami in vrtovi.
Služi kot simbolično srce metropolitanskega Delhija in je znan po svojih bazarjih, ulični hrani, nakupovalnih lokacijah in islamski arhitekturi; Petkova mošeja je najbolj opazen primer, ki stoji visoko sredi starega mesta. Le nekaj havelijev je ostalo in vzdrževano.
Po trifurkaciji Mestne korporacije Delhija leta 2012 je Stari Delhi postal pod upravo Mestne korporacije Severnega Delhija. Delhi je znan po svojem obzidju.

## Zgodovina

### Obdobje delhijskega sultanata
Kraj Šahdžahanabad je severno od prejšnjih naselij Delhija. Njegov južni del prekriva del območja, ki so ga naselili Tughlaqi v 14. stoletju, ko je bil sedež Delhijskega sultanata. Sultanati so vladali iz Delhija med letoma 1206 in 1526, ko je zadnjega nadomestila dinastija Mogulov. Pet dinastij je bilo dinastija Mameluk (1206–90), dinastija Khaldži (1290–1320), dinastija Tughlaq (1320–1414), dinastija Sajid (1414–51), dinastija Lodi (1451–1526) in dinastija Suri (1540-1556).

### Mogulsko obdobje
Delhi je ostal pomembno mesto za Mogule, ki so gradili palače in utrdbe. Najpomembneje je, da je Šah Džahan naročil svojemu slavnemu glavnemu arhitektu Ustadu Ahmadu Lahoriju, naj med letoma 1638 in 1649 zgradi obzidano mesto, ki vsebuje Lal Kila in Čandni Čovk. Delhi je bil eden od prvotnih dvanajstih subahov (cesarskih mogulskih provinc), ki so se leta 1648 preimenovale v Šahdžahanabad in je mejil na subah Avadh, Agra, Ajmer, Multan in Lahore. Darjagandž je imel po letu 1803 prvotni kanton Delhi, kjer je bil stacioniran domorodni polk delhijske garnizije, ki je bil pozneje premeščen na območje Ridge. Vzhodno od Darjagandža so bila vrata Radž gat obdanega mesta, ki se odpirajo na reki Jamuna. Prva veleprodajna tržnica v Starem Delhiju se je odprla kot tržnica strojne opreme na bazarju Čavri leta 1840, naslednja veleprodajna tržnica je bila tržnica s suhim sadjem, začimbami in zelišči v Khari Baoliju, odprta leta 1850. Ustanovljena je bila Phool Mandi (tržnica cvetja) v Darjagandžu leta 1869 in je še danes, kljub majhnemu geografskemu območju, velikega pomena zaradi goste naseljenosti.

### Kolonialna doba
Po padcu Mogulskega cesarstva po uporu leta 1857 je Britanski Raj prestolnico britanskih nadzorovanih ozemelj v Indiji preselil v manj nestabilno mesto, Kalkuto v Bengaliji, kjer je ostala do leta 1911. Po objavi spremembe so Britanci razvili Lutyens Delhi (v sodobnem New Delhiju) jugozahodno od Šahdžahanabada. Na tej točki se je starejše mesto začelo imenovati Stari Delhi, saj je New Delhi postal sedež nacionalne vlade. Uradno je bil kot tak slovesno odprt leta 1931.

#### 1876 opis
Leta 1876 je Carr Stephen mesto opisal takole:
Od dveh ulic, ki ju je opisal François Bernier, je daljša segala od mestnih vrat Lahore do vrat citadele Lahore, druga pa od mestnih vrat Delhi do vrat utrdbe Lahore. Obe ulici sta bili razdeljeni na več odsekov, od katerih je bil vsak znan pod drugim imenom.
Odsek med Lahorskimi vrati utrdbe in vhodom na ulico, imenovano Dariba, znano kot Khuni Darvaza, se je imenoval Urdu ali Vojaški bazar; zaradi, zelo verjetno, okoliščin, ko je bil del lokalne garnizije nekoč nastanjen okoli kraja. Med Khuni Darvaza in sedanjim Kotvalijem ali glavno policijsko postajo mesta ima ulica ime Phul ka Mandi ali tržnica cvetja. Hiše pred Kotvalijem so bile zgrajene na kratki razdalji od črte preostalih hiš na ulici, da tvorijo kvadrat.
Med Kotvalijem in vrati, znanimi kot Taraiah, je bil Džauhari ali zlatarski bazar; med Taraiah in sosesko, znano kot Ašarfi ka Katra, je bil par excellence Čandni Čowk. V središču Čovk-a, kjer je zdaj mestni stolp z uro, je bil rezervoar, onkraj tega stolpa mošeja Fatehpuri pa je bil bazar Fatehpuri. Hiše okoli Čandni Čovka so bile enake višine in okrašene z obokanimi vrati in poslikanimi verandami. Severno in južno od trga sta bila dva prehoda, prvi je vodil v Sarai Džehan Ara Beguma, drugi pa v eno najbolj gosto poseljenih četrti mesta. Okoli rezervoarja so bila tla prekrita s stojnicami z zelenjavo, sadjem in sladkarijami. Sčasoma je celotna ta dolga ulica postala znana kot Čandni Čavk.
To veličastno ulico je uredila Džahanara Begum, hči šaha Džahana. Od vrat trdnjave Lahore do konca Čandni Čavka je bila ulica široka približno 40 jardov in dolga 1520 jardov. Skozi središče te ulice je potekal kanal 'Ali Mardan, ki je bil na obeh straneh v senci dreves. Na vzhodnem koncu stojijo vrata trdnjave Lahore, na nasprotni strani pa mošeja Fatehpuri Begam.
Stolp z uro ne obstaja več, čeprav se lokacija še vedno imenuje Ghantaghar. Sarai Džehan Ara Beguma je zamenjala mestna hiša. Kotval zdaj meji na Gurdvara Sis Gandž Sahib.

## Demografija
Po izgradnji mesta je veliko ljudi iz Radžastana, Avadha, Harjane, Pandžaba, Zahodnega Utar Pradeša, Utarakhanda, Himačal Pradeša, Džammu in Kašmirja prispelo zaradi možnosti zaposlitve in boljšega življenjskega standarda. Prebivalstvo starega Delhija ostaja mešanica številnih različnih etničnih skupin z Indijske podceline. Medtem ko na večini območij prevladujejo muslimani, je hindijščina-urdujščina najbolj govorjeni jezik.